# Otakar Hostinský

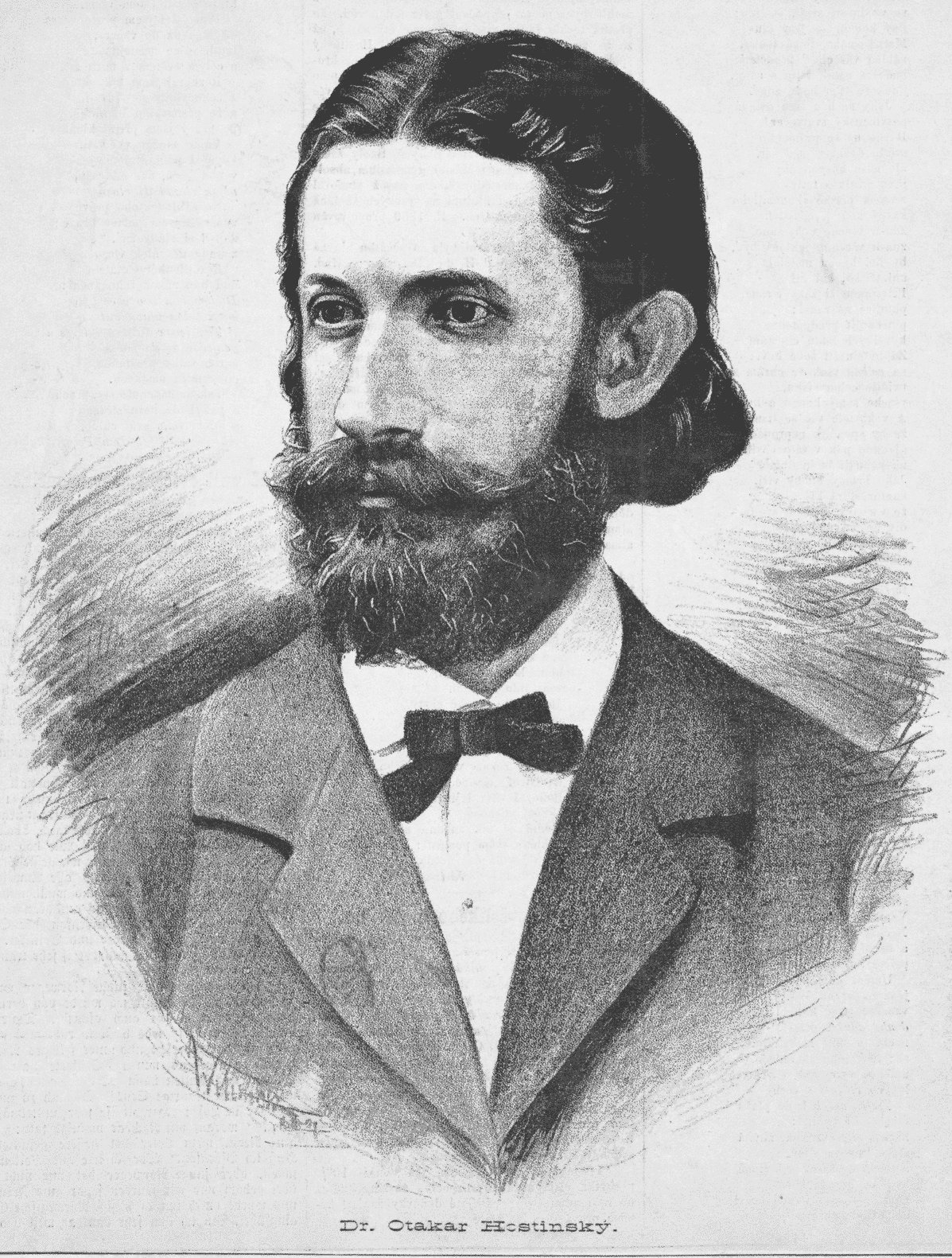
Otakar Hostinský

Otakar Hostinský, född 2 januari 1847 i Martinoves, död 19 januari 1910 i Prag, var en tjeckisk musikteoretiker. Han var far till matematikern Bohuslav Hostinský.
Hostinský studerade juridik och filosofi i Prag och München samt blev 1877 privatdocent i musikhistoria vid Karlsuniversitetet i Prag, 1883 extra ordinarie och 1892 ordinarie professor i estetik där. Han skrev bland annat biografier över Richard Wagner (1872), Christoph Willibald Gluck, Hector Berlioz och Bedřich Smetana (1901), alla på tjeckiska, Das Musikalisch-Schöne und das Gesammtkunstwerk vom Standpunkte der formalen Ästhetik (1877), Die Lehre von den musikalischen Klängen (1879), vilken anknyter till den naturvetenskapliga skola av harmoniker som företräddes av Hermann von Helmholtz, Arthur von Oettingen och Hugo Riemann samt ger en förklaring av harmonilärans problem, vidare Herbarts Ästhetik (1890), studier över tjeckiska folkvisan (1892), Musik in Böhmen (1894) och Volkslied und Volkstanz der Slaven (1895; tillsammans med Joseph Alexander von Helfert), vilka två sistnämnda arbeten ingår i sammelverket "Die österreichisch-ungarische Monarchie".